# آلیس ساپریچ
آلیس ساپریچ (ارمنی: Ալիս Ֆրանգյուլի Սափրիչ; فرانسوی: Alice Sapritch‎؛ ۲۹ ژوئیهٔ ۱۹۱۶ – ۲۴ مارس ۱۹۹۰) بازیگر فرانسوی-ارمنی بود که در بین سال‌های ۱۹۵۰ تا ۱۹۸۹ میلادی در ۶۶ فیلم ایفای نقش نمود.
از فیلم‌هایی که وی در آنها نقش داشته‌است می‌توان به به پیانیست شلیک کن (۱۹۶۰)، پنج‌شنبه سیاه (۱۹۷۴) و خواهران برونته (۱۹۷۹) اشاره کرد.